# Atarba (Atarba) werneri
Atarba (Atarba) werneri is een tweevleugelige uit de familie steltmuggen (Limoniidae). De soort komt voor in het Nearctisch gebied.